# Canton de La Réole
Le canton de Réole est une ancienne division administrative française du département de la Gironde en région Aquitaine. Située dans l'arrondissement de Langon, elle tient lieu, jusqu'au redécoupage cantonal de 2014, de circonscription d'élection des anciens conseillers généraux.

## Histoire
Le canton de La Réole est créé en (?)
Depuis le redécoupage de 2014 applicable lors des élections départementales de mars 2015, les communes du canton de La Réole sont fusionnées avec celles des anciens cantons d'Auros, Pellegrue, Sainte-Foy-la-Grande, Monségur et Sauveterre-de-Guyenne (à l'exception des communes de Coirac, Gornac et Mourens rattachées au nouveau canton de l'Entre-deux-Mers) pour former le nouveau canton du Réolais et des Bastides,.

## Géographie
Cet ancien canton situé dans la région naturelle de l'Entre-deux-Mers était organisé autour de La Réole. Son altitude variait de 5 m (Fontet) à 133 m (La Réole) pour une altitude moyenne de 43 m.
De 2004 à 2013, l'ensemble des communes du canton a formé la communauté de communes du Réolais. Depuis le 1er janvier 2014, lesdites communes sont adhérentes de la communauté de communes du Réolais en Sud Gironde.

## Composition
L'ancien canton de La Réole regroupait vingt-trois communes et comptait 13 236 habitants (population municipale) au 1er janvier 2012.
| Nom                         | Code Insee | Intercommunalité             | Superficie (km2) | Population (dernière pop. légale) | Densité (hab./km2) |
| --------------------------- | ---------- | ---------------------------- | ---------------- | --------------------------------- | ------------------ |
| La Réole (chef-lieu)        | 33352      | CC du Réolais en Sud Gironde | 12,53            | 4 091 (2014)                      | 326                |
| Bagas                       | 33024      | CC du Réolais en Sud Gironde | 3,63             | 293 (2014)                        | 81                 |
| Blaignac                    | 33054      | CC du Réolais en Sud Gironde | 3,18             | 293 (2014)                        | 92                 |
| Bourdelles                  | 33066      | CC du Réolais en Sud Gironde | 7,06             | 103 (2014)                        | 15                 |
| Camiran                     | 33087      | CC du Réolais en Sud Gironde | 5,80             | 421 (2014)                        | 73                 |
| Casseuil                    | 33102      | CC du Réolais en Sud Gironde | 6,34             | 396 (2014)                        | 62                 |
| Les Esseintes               | 33158      | CC du Réolais en Sud Gironde | 5,10             | 249 (2014)                        | 49                 |
| Floudès                     | 33169      | CC du Réolais en Sud Gironde | 3,70             | 84 (2014)                         | 23                 |
| Fontet                      | 33170      | CC du Réolais en Sud Gironde | 7,67             | 821 (2014)                        | 107                |
| Fossès-et-Baleyssac         | 33171      | CC du Réolais en Sud Gironde | 9,40             | 197 (2014)                        | 21                 |
| Gironde-sur-Dropt           | 33187      | CC du Réolais en Sud Gironde | 8,84             | 1 230 (2014)                      | 139                |
| Hure                        | 33204      | CC du Réolais en Sud Gironde | 7,09             | 506 (2014)                        | 71                 |
| Lamothe-Landerron           | 33221      | CC du Réolais en Sud Gironde | 9,18             | 1 173 (2014)                      | 128                |
| Loubens                     | 33250      | CC du Réolais en Sud Gironde | 5,89             | 301 (2014)                        | 51                 |
| Loupiac-de-la-Réole         | 33254      | CC du Réolais en Sud Gironde | 5,32             | 489 (2014)                        | 92                 |
| Mongauzy                    | 33287      | CC du Réolais en Sud Gironde | 6,84             | 604 (2014)                        | 88                 |
| Montagoudin                 | 33291      | CC du Réolais en Sud Gironde | 3,34             | 183 (2014)                        | 55                 |
| Morizès                     | 33294      | CC du Réolais en Sud Gironde | 5,87             | 528 (2014)                        | 90                 |
| Noaillac                    | 33306      | CC du Réolais en Sud Gironde | 7,94             | 427 (2014)                        | 54                 |
| Saint-Exupéry               | 33398      | CC du Réolais en Sud Gironde | 4,19             | 163 (2014)                        | 39                 |
| Saint-Hilaire-de-la-Noaille | 33418      | CC du Réolais en Sud Gironde | 11,45            | 382 (2014)                        | 33                 |
| Saint-Michel-de-Lapujade    | 33453      | CC du Réolais en Sud Gironde | 7,47             | 214 (2014)                        | 29                 |
| Saint-Sève                  | 33479      | CC du Réolais en Sud Gironde | 4,80             | 240 (2014)                        | 50                 |

## Démographie
| 1962   | 1968   | 1975   | 1982   | 1990   | 1999   | 2006   | 2011   | 2012   |
| ------ | ------ | ------ | ------ | ------ | ------ | ------ | ------ | ------ |
| 13 253 | 13 007 | 12 705 | 11 870 | 12 065 | 12 299 | 12 860 | 13 201 | 13 236 |

## Représentation

### Conseillers généraux de 1833 à 2015
| Période | Période          | Identité                                  | Étiquette           | Qualité |
| ------- | ---------------- | ----------------------------------------- | ------------------- | --- |
| 1833    | 1838             | Antoine Jay aîné                          | Droite              | Avocat au barreau de Paris, historien, écrivain Propriétaire à Chaberville, maire de Lagorce (1830-1848) Député (1815, 1831-1837) Membre de l'Académie Française                                                                                  |
| 1838    | 1847             | Thomas de Pirly                           |                     | Ancien Sous-Préfet de La Réole Propriétaire à La Réole |
| 1847    | 1848             | Jean Soubiroux                            |                     | Maire de La Réole (1821-1830, 1846-1848), conseiller d'arrondissement |
| 1848    | 1870             | Émile Pereire                             | Majorité dynastique | Directeur des Chemins de fer du Midi Député (1863-1869) |
| 1870    | 1871             | Charles Louis Guillaume Hippolyte Deynaud |                     | Agriculteur-propriétaire, maire de La Réole (1855-1860, 1874-1876) |
| 1871    | 1878 (décès)     | Camille Braylens                          | Républicain         | Banquier, La Réole |
| 1878    | 1881 (démission) | Charles François Dumoulin                 | Républicain         | Ancien Procureur de la République à La Réole Ancien conseiller municipal de La Réole puis de Bordeaux Nommé conseiller à la Préfecture de la Gironde en 1881                                                                                      |
| 1882    | 1886             | Jean Renou                                | Républicain         | Maire de La Réole (1882-1896), conseiller d'arrondissement |
| 1886    | 1904             | Albert Boutaricq                          | Républicain         | Avocat, maire de Montagoudin |
| 1904    | 1910 (décès)     | Gabriel Chaigne                           | Républicain         | Avocat puis magistrat Député (1902-1910) |
| 1910    | 1912 (démission) | Léonce Grangey                            | Républicain         | Propriétaire, banquier, Maire de La Réole (1912-1918) |
| 1912    | 1915             | Georges Chaigne (fils de Gabriel Chaigne) | RG                  | Journaliste Député (1914-1915) |
|         |                  |                                           |                     | |
| 1943    | 1945             | Edouard Boë                               | ?                   | Maire de La Réole Nommé conseiller départemental en 1943 |
|         |                  |                                           |                     | |
| 1945    | 1962 (décès)     | Jean Sourbet †                            | DVD-CNI             | Propriétaire-agriculteur Maire de Morizès (1932-1962), conseiller d'arrondissement ministre de l'Agriculture (1955-1956), député (1946-1962) |
| 1963    | 1976             | Jean Delsol                               | Rad. puis MRG       | Assureur Maire de La Réole (1945-1977) |
| 1976    | 2001             | Jean Pauly                                | PCF                 | Electricien Maire de Gironde-sur-Dropt (1977-2001) |
| 2001    | 2015             | Bernard Castagnet                         | PS                  | Médecin, ancien maire de La Réole (1989-2014), ancien président de la CC du Réolais (-2013), adjoint au maire de La Réole (2014-), président de la CC du Réolais en Sud Gironde (2014-2015) Elu en 2015 dans le Canton du Réolais et des Bastides |

### Conseillers d'arrondissement (de 1833 à 1940)
Le canton de La Réole avait deux conseillers d'arrondissement.
Il appartenait à l'arrondissement de La Réole, jusqu'à sa disparition en 1926.
| Période                                  | Période      | Identité                  | Étiquette   | Qualité |
| ---------------------------------------- | ------------ | ------------------------- | ----------- | --- |
| 1833                                     | 1845         | Arnaud Maurice Moussillac |             | Maire de La Réole (1832-1835)                                                                               |
| 1833                                     | 1847         | Jean Soubiroux            |             | Propriétaire, maire de La Réole                                                                             |
|                                          |              |                           |             | |
| 1871                                     | 1882         | Jean Renou                | Républicain | Propriétaire, conseiller municipal de La Réole depuis 1863, maire depuis 1870                               |
| 1871                                     | 1877         | M. Cailler                | Républicain | Négociant                                                                                                   |
| 1877                                     | 1889         | Paul Laborde              | Républicain | Maire de Gironde-sur-Dropt, Président du conseil d'arrondissement                                           |
| 1882                                     | 1907         | Pierre Tronche            | Républicain | Médecin - Président du Conseil d'arrondissement                                                             |
| 1889                                     | 1902 (décès) | Ulysse Pubereau           | Républicain | Viticulteur, maire de Lamothe-Landerron                                                                     |
| 1902                                     | 1931         | Jean Barbier              | Républicain | Médecin, propriétaire à La Réole, Président du Conseil d'arrondissement                                     |
| 1907                                     | 1925         | Léonce Broustet père      | Républicain | Vétérinaire à Fontet                                                                                        |
| 1925                                     | 1931         | Jean Despin               | Républicain | Maire de Lamothe-Landerron                                                                                  |
| 1931                                     | 1937         | Pierre Souan              | SFIO        | Instituteur honoraire, Castets-en-Dorthe                                                                    |
| 1931                                     | 1937         | M. Trey                   | SFIO        | Adjoint au maire de La Réole                                                                                |
| 1937                                     | 1940         | Jean Sourbet              | JR          | Propriétaire-agriculteur Maire de Morizès (1932-1962)                                                       |
| 1937                                     | 1940         | M. Bonnac                 | Ind.        | |
| 1940                                     |              |                           |             | Les conseils d'arrondissement ont été suspendus par la loi du 12 octobre 1940 et n'ont jamais été réactivés |
| Les données manquantes sont à compléter. |              |                           |             | |

Sources : journal "La Gironde" sur le site Retronews.
https://gallica.bnf.fr/ark:/12148/cb32782567n/date